# کوم‌کاپی
کوم‌کاپی (به ترکی استانبولی: Kumkapı) (به معنی دروازه شن و ماسه) یک منطقهٔ مسکونی در ترکیه است که در فاتح واقع شده‌است.
بعلت مجاورت با دریا، رستوران‌ها و مراکز سرو غذاهای دریایی در این محله، شهرت زیادی دارد. این محله در گذشته محل زندگی «ارمنیان قسطنطنیه»
بوده‌است.